# Phaungkaza Maung Maung
Phaungkaza Maung Maung, né en 1763, fut le cinquième roi de la dynastie Konbaung de Birmanie. Fils du roi Naungdawgyi, il profita en 1781 d'un voyage de son cousin Singu Min pour s'emparer du pouvoir à Ava. Singu regagna rapidement sa capitale et récupéra son trône. Le règne de Maung Maung, d'une durée d'une semaine, est le plus court de l'histoire du Myanmar. Il fut mis à mort le 14 février 1782. 